# Peter Jahr
Dieter Peter Jahr (ur. 24 kwietnia 1959 w Burgstädt) – niemiecki polityk, były poseł do Bundestagu, deputowany do Parlamentu Europejskiego VII, VIII i IX kadencji.

## Życiorys
Ukończył studia rolnicze na Uniwersytecie w Lipsku, został następnie asystentem na tej uczelni. W 1988 uzyskał doktorat w dziedzinie agronomii. Do końca lat 80. pracował jako ekonom w LPG (państwowym gospodarstwie rolnym). Później zaczął prowadzić własne gospodarstwo rolne.
Należał do enerdowskiej Demokratycznej Partii Chłopskiej Niemiec. Po zjednoczeniu Niemiec został działaczem Unii Chrześcijańsko-Demokratycznej. Od 1995 do 2007 przewodniczył strukturom CDU w powiecie Mittweida. W latach 1990–2002 sprawował mandat posła do landtagu Saksonii. W 1994 został także radnym miasta Lunzenau i sejmiku powiatowego. Od 2002 do 2009 zasiadał w Bundestagu.
W wyborach w 2009 z listy CDU uzyskał mandat posła do Parlamentu Europejskiego VII kadencji. Przystąpił do grupy Europejskiej Partii Ludowej, wszedł w skład Komisji Petycji oraz Komisji Rolnictwa i Rozwoju Wsi. W 2014 i 2019 z powodzeniem ubiegał się o europarlamentarną reelekcję, zasiadając w PE do 2024.